# Чёрно-золотая короткоклювая танагра
Чёрно-золотая короткоклювая танагра (лат. Bangsia melanochlamys) — вид воробьинообразных птиц из семейства танагровых. Эндемик Колумбии. Естественной средой обитания являются субтропические или тропические влажные равнинные леса. Миграций эти птицы не совершают. Питаются они в основном фруктами, в частности, Miconia и Cavendishia, а также членистоногими. Строительство гнезда наблюдали в апреле, а птенцов — в июне.
МСОП присвоил виду охранный статус VU. Угрозу для него представляет утрата мест обитания.

## Описание
Длина 15 см. Вес 35—44,5 г, при этом самки легче самцов. Короткий хвост, тяжёлый клюв.